# Long Distance Calling
Long Distance Calling est un groupe de post-metal allemand, originaire de Münster. Leurs morceaux sont majoritairement instrumentaux, même si certains font intervenir des chanteurs invités, tels que Peter Dolving du groupe The Haunted (sur Built Without Hands de l'album Satelite Bay) et Jonas Renkse du groupe Katatonia (sur The Nearing Grave de l'album Avoid the Light). 
Long Distance Calling est l'auteur de deux singles et trois albums studio, globalement bien reçus par la critique : Satellite Bay (2007),,, Avoid the Light (2009),, et Long Distance Calling (2011),,.

## Biographie

### Débuts (2005–2006)
En novembre 2005, le guitariste Florian Füntmann, le bassiste Jan Hoffmann et le batteur Janosch Rathmer se rencontrent. Après plusieurs jam sessions, un autre guitariste, David Jordan, rejoint le groupe. La formation se complète avec l'arrivée de Reimut van Bonn en mars 2006. Tous les membres étaient actifs avant la fondation de Long Distance Calling. Janosch Rathmer et Florian Füntmann étaient actifs au sein du groupe de death metal mélodique Misery Speaks. David Jordan a joué de la batterie avec The Ghost Dance Movement et Reimut van Bonn avec Muad'dib. Le bassiste Jan Hoffmann a déjà joué dans le groupe de metal Dogday,.
À l'origine, le groupe cherchait un chanteur. Après plusieurs mois d'auditions infructueuses, les membres optent pour un « soundman » - en l'occurrence Reimut van Bonn - au lieu d'un chanteur. Les membres souhaitaient aussi « laisser la musique parler d'elle-même. » À la fin 2006, Long Distance Calling publie leur démo DMNSTRTN, un titre sans voyelles. La démo est positivement accueillie par la presse spécialisée. Les magazines Visions et Rock Hard élisent DMNSTRTN démo du mois.

### Satellite BayetAvoid the Light(2007–2010)

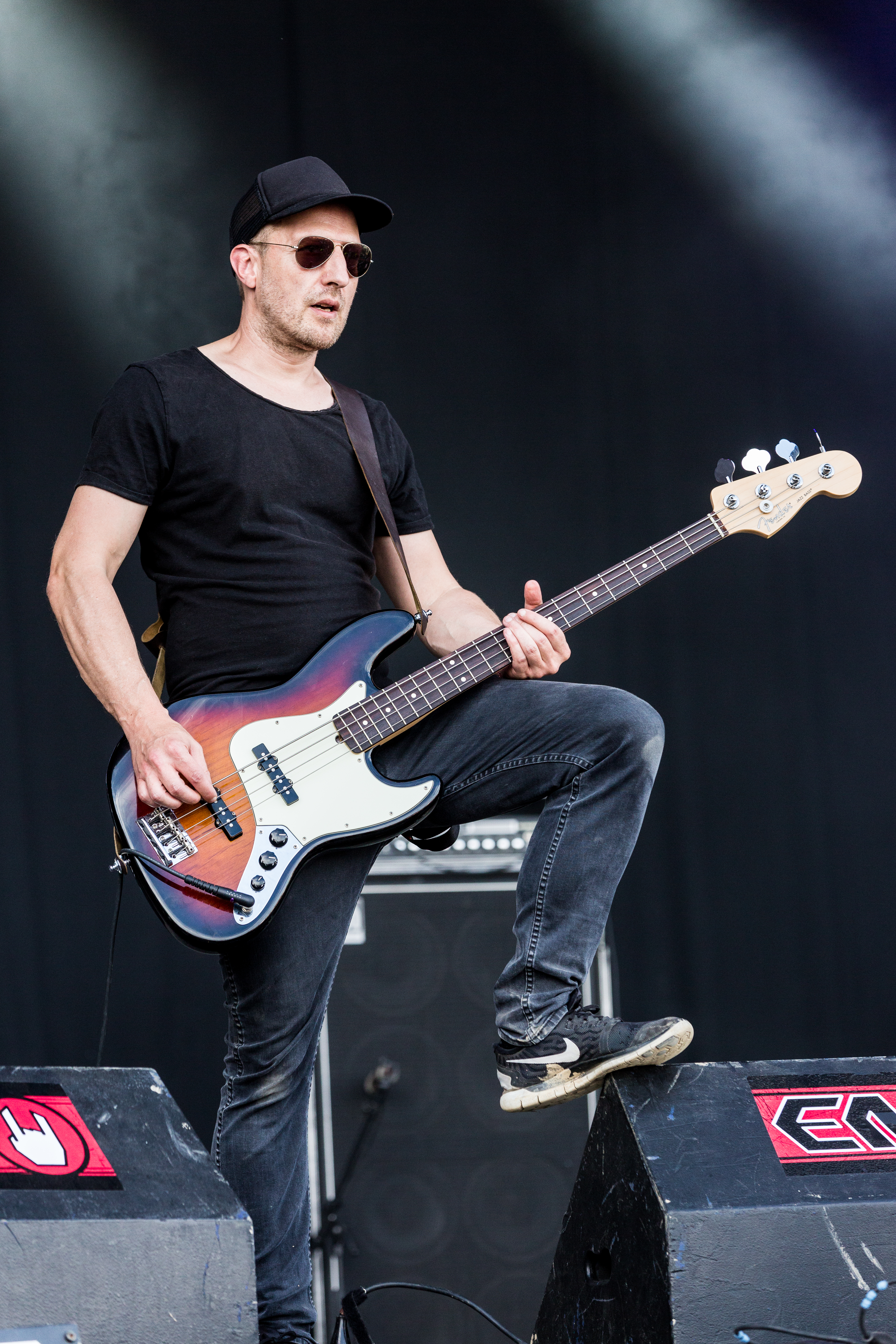
Jan Hoffmann.

Le groupe signe un contrat d'un album avec le label Viva Hate Records. Après la sortie de A Whisper in the Noise et une tournée en première partie de 65daysofstatic, le groupe enregistre en avril 2007, en trois jours, le premier album Satellite Bay. L'album est publié en octobre la même année, et est bien reçu par les critiques. En tant que chanteur invité, Peter Dolving du groupe de thrash metal suédois The Haunted participe au morceau Built Without Hands. Le split EP 090208 est enregistré en 2008 à l'occasion d'une tournée commune avec le groupe suisse Leech. Il est suivi par d'autres apparitions en festival comme au Rock am Ring,.
Toujours en 2008, le groupe enregistre une autre démo intitulé Apparitions et l'envoie à différents label. Finalement, Long Distance Calling signe avec Superball Music. En novembre 2008, le groupe se rend à Coblence pour enregistrer son deuxième album, Avoid the Light, produit par le guitariste de Blackmail et Scumbucket, Kurt Ebelhäuser. Jonas Renkse, du groupe de metal suédois Katatonia,participe au morceau The Nearing Grave. Avoid the Light est publié en avril 2009. Par la suite, Long Distance Calling tourne de nouveau en première partie de groupes comme Opeth , Katatonia ou Anathema, et à des festivals comme le Summer Breeze. Le groupe effectue ensuite une autre tournée en 2009. 

### Long Distance Calling(2011–2012)
En 2010, Long Distance Calling et le groupe finlandais Swallow the Sun suivent Katatonia pour sa tournée New Night Over Europe. Au printemps 2011, le groupe travaille dans diverses jam sessions sur son troisième album studio, éponyme, enregistré à l'été 2010 dans les studios Horus, à Hanovre. L'album est produit par le groupe avec Benjamin Schäfer d'Armored Saint et l'ancien chanteur John Bush d'Anthrax sur le morceau Middleville.
Avec la sortie de Long Distance Calling, le groupe atteint la 36e place des charts allemands. Les éditeurs du magazine allemand Metal Hammer élisent Long Distance Calling comme meilleur album de l'année dans les genres post-hardcore, rock, et heavy metal. À l'été 2011, le groupe joue au Reeperbahn Festival, au Rockharz Open Air et au ProgPower Europe. Après sa propre tournée en tête d'affiche à l'automne 2011, le groupe joue au printemps 2012, une tournée en Europe en première partie du groupe canadien de metal progressif Protest the Hero. En avril 2012, le groupe annonce sa séparation amicale avec Reimut van Bonn, avant que le groupe n'apparaisse au Maifeld Derby.

### The Flood InsideetNighthawk(2012–2014)
En septembre 2012, le groupe enregistre son quatrième album studio aux Megaphon Tonstudios d'Arnsberg. Après avoir terminé les enregistrements, le groupe annonce l'arrivée de l'ancien membre de Fear My Thoughts, Martin Fischer, au chant et aux claviers. En automne 2012, Long Distance Calling joue au festival Euroblast. Leur quatrième album studio, The Flood Inside , est publié le 1er mars 2013 et classé 33e en Allemagne et 79e dans les charts suisses. En même temps, le groupe commence une tournée en tête d'affiche à travers l'Europe, soutenu par Sólstafir, Audrey Horne et Sahg. En 2013, Long Distance Calling joue au Summer Breeze et au premier festival Metal Hammer Paradise à Weissenhäuser. Le groupe fait don des bénéfices (1 000€) de sa boutique en ligne à l'organisation humanitaire Médecins sans frontières le 22 novembre 2013. 
En février 2014, Long Distance Calling entame une nouvelle tournée européenne avec les groupes Junius et Wolves Like Us. Après la tournée européenne, le groupe planifie l'enregistrement d'un jam-EP purement instrumental. L'EP est annoncé pour avril ou mai 2014 sur le label du groupe, Avoid the Light Records. Le projet est financé par crowdfunding via la plateforme internet PledgeMusic. L'EP intitulé Nighthawk est finalement publié le 26 juin 2014. À l'été 2014, le groupe joue au festival With Full Force.

### TripsetBoundless(depuis 2015)

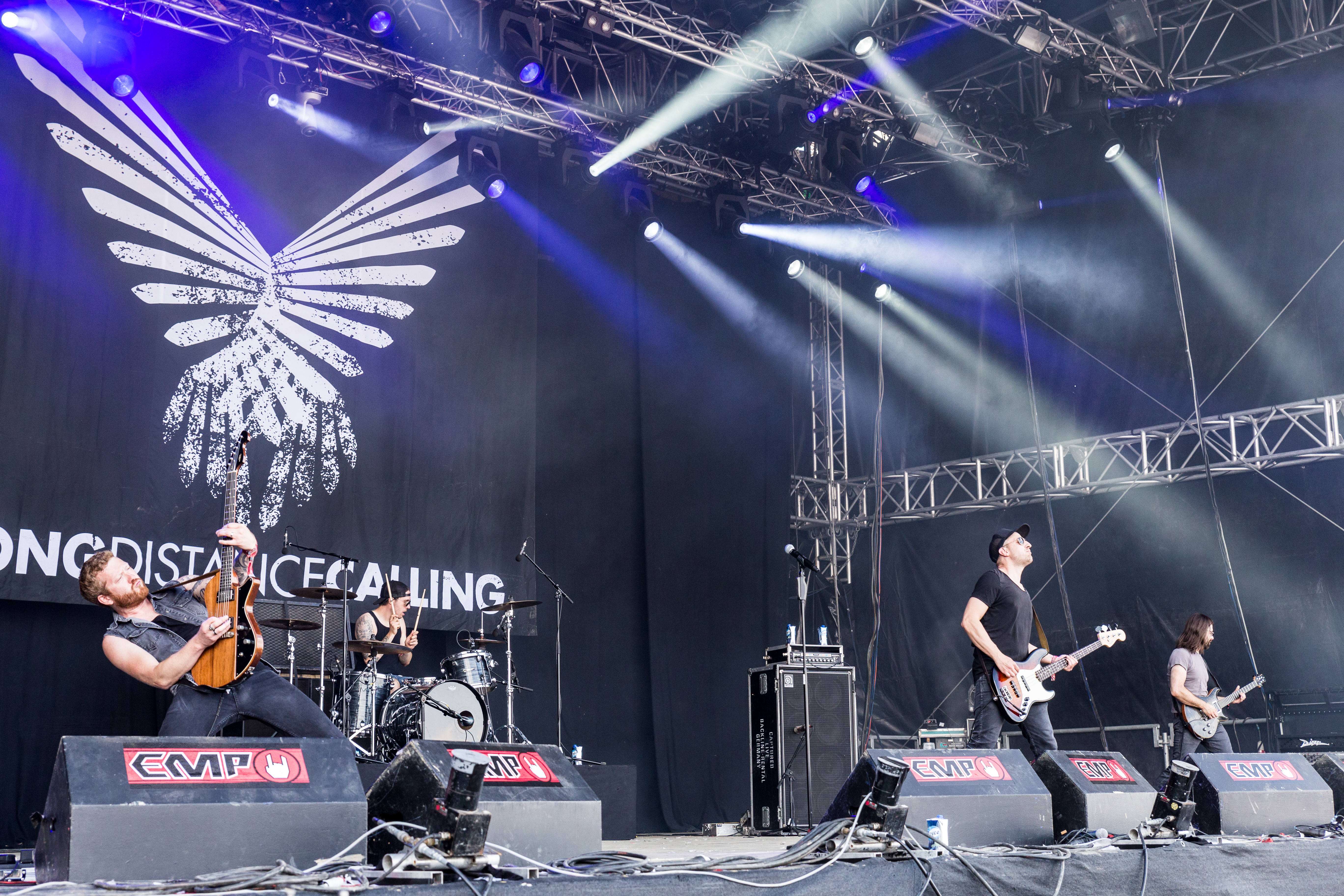
Long Distance Calling en concert au Summer Breeze en 2017.

Le groupe commence à travailler sur un cinquième album studio. Souhaitant davantage se consacrer à sa vie privée, Martin Fischer quitte le groupe après l'enregistrement. Fischer contribue à Trips seulement aux claviers et aux effets sonores. Leur nouveau chanteur sera le norvégien Petter Carlsen, qui, cependant, n'est pas membre permanent du groupe. Dans le même temps, le groupe signe un nouveau contrat avec InsideOut Music, qui sort l'album le 29 avril 2016. 
L'album est récompensé Album du mois par le magazine allemand Metal Hammer et grimpe à la 23e place des charts allemands et à la 66e place des charts suisses. En parallèle à cette sortie, une tournée européenne commence avec les groupes Tiny Fingers et Rendezvous Point. À la fin 2016, le groupe joue quatre concerts en première partie d'Amorphis, célébrant le dixième anniversaire de leur album Eclipse, avant que Long Distance Calling ne joue quelques concerts en tête d'affiche. Le 10 février 2017, leur premier album, Satellite Bay, est réédité avec la démo DMNSTRN. Les deux œuvres sont remasterisées par le guitariste David Jordan. En mai 2017, le groupe effectue une mini-tournée baptisée An Evening with Satellite Bay, et joue en été au Summer Breeze. 
Après les concerts, les membres se retirent pendant plusieurs mois dans leur salle de répétition pour préparer leur sixième album studio. Le groupe voulait revenir à ses racines et enregistrer un album purement instrumental qui ne contient ni musiciens invités, ni morceaux vocaux. L'album Boundless est publié le 2 février 2018, et atteint la 24e place des charts allemand. Ils annoncent leur venue pour l'été 2018 au Wacken Open Air.

## Membres

### Membres actuels
- Janosch Rathmer - batterie
- Florian Füntmann - guitare
- Jan Hoffmann - basse
- David Jordan - guitare

### Invité
- Petter Carlsen - chant (depuis 2015)

### Ancien membre
- Marsen Fischer - voix, effets sonores (2012–2015)

## Discographie

### Albums studio
- 2007 : Satellite Bay
- 2009 : Avoid the Light
- 2011 : Long Distance Calling
- 2013 : The Flood Inside
- 2016 : Trips
- 2018 : Boundless
- 2020 : How Do We Want To Live?
- 2022 : Eraser

### Démo et split
- 2007 : DMNSTRTN'' (démo limitée)
- 2008 : 090208 (split avec le groupe Leech)

### Album live
- 2019 : STUMMFILM - Live from Hamburg